# Flodbølgen
Flodbølgen er en amerikansk stumfilm fra 1921 af Stuart Paton.

## Medvirkende
- Priscilla Dean som Dorcas Remalie
- Edward Connelly som John Remalie
- Hector V. Sarno som Buck Fallon
- Martha Mattox som Miss Labo
- Olah Norman som Letty Piggott
- Herbert Rawlinson som Jevons
- Lee Shumway som Mark Sloane